# Раздольное (Сандыктауский район)
Раздольное (каз. Раздольное) — село в Сандыктауском районе Акмолинской области Казахстана. Входит в состав Белгородского сельского округа. Код КАТО — 116437500.

## География
Село расположено в восточной части района, в 32 км на восток от центра района села Балкашино, в 4 км на восток от центра сельского округа села Белгородское.

### Улицы[2][3]
- ул. Казыбек би,
- ул. Клубная,
- ул. Магжана Жумабаева,
- ул. Придорожная,
- ул. Центральная.

### Ближайшие населённые пункты
- село Белгородское в 4 км на западе,
- село Карабулак в 6 км на востоке.

## Население
В 1989 году население села составляло 282 человек (из них русских 66%, казахов 20%).
В 1999 году население села составляло 315 человек (153 мужчины и 162 женщины). По данным переписи 2009 года, в селе проживало 197 человек (100 мужчин и 97 женщин).
| Численность населения | Численность населения | Численность населения |
| 1989                  | 1999                  | 2009                  |
| --------------------- | --------------------- | --------------------- |
| 282                   | ↗315                  | ↘197                  |